# José Candel
Maria Josephina Andrea (José) Candel (Wyck, Maastricht, 16 augustus 1907 –  Oirschot, 3 september 1995) was een Nederlands sopraan.
Ze was dochter van Anna Maria Persoon en tabakshandelaar Hendrikus Wilhelmus Candel. Ze trouwde in 1936 met Jacobus (Co) Hermes, broer van zangeres Annie Hermes, waarmee ze haar lerares deelde. Ze bleef haar eigen naam gebruiken.
Ze kreeg zangonderwijs aan het Koninklijk Conservatorium Luik. Tijdens een concert/wedstrijd van deze "Ecole Libre de Musique" waren Luikse en Brusselse juryleden lovend over haar. Een jaar later haalt ze een eerste prijs bij eenzelfde concert/wedstrijd. Weer een jaar later staat ze op het podium met de  Mastreechter Staar en Maastrichts Stedelijk Orkest onder leiding van  Henri Hermans, vermoedelijk haar leraar aan het  Maastrichtse muziekschool. Ook was ze leerlingen van Rose Schönberg. Ze zong in een zangensemble (latere Nederlands Kamerkoor) van Felix de Nobel. Op 24 en 26 maart 1935 zong ze in het  Concertgebouw een solopartij in Die Jahreszeiten van Joseph Haydn onder leiding van Anthon van der Horst.
Ze was voornamelijk bekend van de radio, met name de KRO schakelde haar regelmatig in. De KRO had jarenlang een speciale verbinding met het muziekleven van Maastricht. Haar loopbaan liep door tot eind jaren  vijftig, maar brak in het westen nooit definitief door.
Ze wisselde haar zangloopbaan in voor een huiselijke wereld en begon na het overlijden van haar man een buurtwinkel. Ze woonde kortstondig in Amsterdam (Viottastraat) en trok in 1936 naar Heemstede. De laatste jaren bracht ze door in een zorgcentrum in Oirschot.
Haar stem is bewaard gebleven in slechts twee opnamen, die echter na het uitbrengen regelmatig opnieuw werden uitgebracht.
Haar naam en die van Annie Hermes leeft in de 21e eeuw nog door in de firma Hermesencandel  (Human Resource Management)], dat hun roemde vanwege hun onafhankelijkheid, progressiviteit en rebelsheid.